# Guðríður Símonardóttir
Guðríður Símonardóttir (født 1598, død 18. december 1682) var en husmoder fra Vestmannaeyjar på Island, som var blandt de 242, der i 1627 blev taget som slaver i det såkaldte "tyrkerran". I virkeligheden drejede det sig om et overfald af algirske pirater.
Guðríður var gift med Eyjólfur Sólmundarson (død 1636) og mor til et barn. I Alger blev hun solgt som slave og konkubine. Hun var blandt de få, som næsten ti år senere blev købt fri af Christian 4. Sammen med andre tidligere slaver blev hun efter frigivelsen først sendt til Danmark, for genoplæring i kristen tro og modersmålet. Her mødte hun teologistudenten Hallgrímur Pétursson (1614–74), og forelskede sig i ham. 

## Tilbage på Island
Pétursson fulgte med de løskøbte fanger tilbage til Island, hvor Guðríður, som han havde gjort gravid, fik at vide, at hendes mand var død. De to giftede sig straks. Guðríður var 16 år ældre end ham. Da hun viste sig at være enke og ikke gift kone da han gjorde hende gravid, blev parret dømt for lejermål og ikke hor, da deres søn Eyjólfur blev født i 1637. Alligevel skulle der betales en bøde, og den havde parret slet ikke råd til. Dermed blev Pétursson i stedet idømt offentlig piskning som straf, men en ven af ham fik samlet penge ind, så bøden blev betalt. Thormod Torfæus' far, sysselmanden Torfi Erlendsson (1598–1665), ærgrede sig over det og rejste sag mod Péturssons ven. Pétursson livnærede sig og familien som fisker og arbejder, frem til han fik præstekaldet i Hvalsnes, og Torfi kaldte ham "en trælleagtig slubbert". Pétursson hævnede sig med en nidvise om Torfi. Det tyngede Torfis søn Thormod Torfæus, som var Péturssons ven (et år ældre end hans søn Eyjólfur) og lærte meget af Péturssons levende interesse for historie.
Parret bosatte sig først på Bolafótur i Ytri-Njarðvík. Nogle år senere fik Pétursson præstekaldet ved Hvalsnes kirke, og senere ved Saurbær ved Hvalfjarðarströnd. Der blev parret vel modtaget, og han skrev sine berømte hymner i Hvalfjarðarströnd.
Sammen fik de tre børn: Guðmundur og Steinunn, der begge døde som børn, samt Eyjólfur, der nåede voksen alder. Steinunn Hallgrímsdóttir døde i 1649, tre et halvt år gammel, og den sønderknuste far slæbte en sten på 110 kilo ind og ridsede sin datters navn og dødsår ind i den, før han digtede en salme:
Halvt fjerde [tre et halvt] år du levede 
og ikke fuldkomne dage...
den søde Herre bevarer
sjæl din, god og fager.
Mindestenen blev genfundet i 1964 og står nu inde i Hvalsnes kirke.
Hallgrimur Pétursson døde den 27. oktober 1674 af spedalskhed, mens Guðríður overlevede ham med otte år.